# Heliconius ethilla
Heliconius ethilla is een vlinder uit de familie Nymphalidae. De wetenschappelijke naam van de soort is, als Heliconia ethilla, voor het eerst geldig gepubliceerd in 1819 door Pierre André Latreille en Jean-Baptiste Godart.

## Synoniemen
- Heliconius metalilis var. flavidus Weymer, 1894
- Heliconius ethilla metalilis f. depuncta Boullet & Le Cerf, 1909

## Ondersoorten
- Heliconius ethilla ethilla
- Heliconius ethilla adela
- Heliconius ethilla aerotome
- Heliconius ethilla cephallenia
- Heliconius ethilla chapadensis
- Heliconius ethilla claudia
- Heliconius ethilla eucoma
- Heliconius ethilla flavofasciatus
- Heliconius ethilla flavomaculatus
- Heliconius ethilla hyalina
- Heliconius ethilla jaruensis
- Heliconius ethilla latona
- Heliconius ethilla mentor
- Heliconius ethilla metalilis Butler, 1873[2]
- Heliconius ethilla michaelianus
- Heliconius ethilla narcaea
- Heliconius ethilla nebulosa
- Heliconius ethilla neukircheni
- Heliconius ethilla numismaticus
- Heliconius ethilla penthesilea
- Heliconius ethilla polychrous
- Heliconius ethilla semiflavidus
- Heliconius ethilla thielei Riffarth, 1900[2]
- Heliconius ethilla tyndarus
- Heliconius ethilla yuruani Brown & Fernández Yépez, 1984[3]
  - holotype: "male. 4.IX.1957. F. Fernández Yépez & Carlos J. Rosales"
  - instituut: IZA, Universidad Central de Venezuela, Maracay, Aragua, Venezuela
  - typelocatie: "Venezuela, Carretera El Dorado-Santa Elena, Km. 38, 160 m"